# 马索
马索是德国梅克伦堡-前波莫瑞州的一个市镇。总面积17.43平方公里，总人口223人，其中男性124人，女性99人（2011年12月31日），人口密度13人/平方公里。